# Ozaki Kihachi

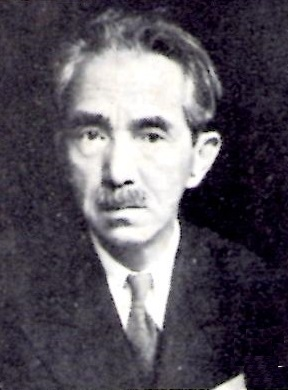
Ozaki Kihachi

Ozaki Kihachi (japanisch 尾崎 喜八; * 31. Januar 1892 in der Präfektur Tokio; † 4. Februar 1974) war ein japanischer Schriftsteller.

## Leben
Während des Besuches der Keika-Shōgyō-Schule (京華商業学校) erlernte Ozaki die englische Sprache und beschäftigte sich mit englischer Lyrik. Als Mitarbeiter einer Handelsgesellschaft begann er unter dem Einfluss des Lyrikers und Bildhauers Takamura Kōtarō, den er 1911 kennengelernt hatte, Übersetzungen, Gedichte und Erzählungen zu verfassen, die im Literaturmagazin Shirakaba veröffentlicht wurden.
Seine erste Gedichtsammlung erschien 1922 unter dem Titel Sora to Jumoku. Angeregt von seinen Freunden Mushanokoji Saneatsu und Senge Motomaro strebte er danach, die literarische Produktion mit einem naturverbundenen Leben zu verbinden. Autodidaktisch erlernte er die deutsche und französische Sprache und war beeindruckt von den Werken Romain Rollands und Hermann Hesses sowie den Gedichten Rainer Maria Rilkes, die er in der Übersetzung Chino Shoshos kennenlernte. Neben den Gedichtsammlungen Takamura Shisho und Hana Sakeru Kodoku schuf er Übersetzungen von Werken Hesses, Rollands und Georges Duhamels.